# Смит, Лоис
Ло́ис Арли́н Смит (англ. Lois Arlene Smith; род. 3 ноября 1930, Топика) — американская актриса.

## Биография
Лоис Арлин Умберт (англ. Lois Arlene Humbert) родилась в Канзасе в семье сотрудника телефонной компании Уильяма Орена Хамберта и его супруги Кэрри Дэвис. Высшее образование она получила в Сиэтле, где обучалась в Вашингтонском университете.
Навыки актёрского мастерства Лоис Смит постигала в прославленной Актёрской студии Ли Страсберга в Нью-Йорке. Её дебют в качестве актрисы состоялся на телевидении в 1953 году, а спустя два года она впервые появилась на большом экране в драме «К востоку от рая», где главную роль исполнил Джеймс Дин. В последующие пять десятилетий актриса оставалась в большинстве своём активна на телевидении, где появилась в телесериалах «Другой мир», «На пороге ночи», «Все мои дети», «Закон и порядок», «Анатомия страсти», «Настоящая кровь», «Отчаянные домохозяйки» и многих других. Среди её киноролей наиболее заметные были в фильмах «Пять лёгких пьес» (1970), «Роковое влечение» (1987), «Жареные зелёные помидоры» (1991), «Несдержанные обещания» (1991), «Мертвец идёт» (1995), «Смерч» (1996), «Особое мнение» (2002) и «Смерть Супермена» (2006). Помимо этого Лоис Смит показала себя и как театральная актриса, удостоившись двух номинаций на «Тони» за роли на Бродвее в 1990-х годах, а также премии «Драма Деск» в 2006 году за роль в постановке «Поездка в Баунтифул». В 2021 году в возрасте 90 лет Смит получила премию «Тони» за лучшую женскую роль второго плана в пьесе «Наследство», став самым пожилым исполнителем, когда-либо получившим премию Тони.

## Избранная фильмография
| Год       |   | Русское название      | Оригинальное название | Роль           |
| --------- | - | --------------------- | --------------------- | -------------- |
| 2008—2014 | с | Настоящая кровь       | True Blood            | Адель Стэкхаус |
| 2010      | с | Отчаянные домохозяйки | Desperate Housewives  | Эллисон Скаво  |

## Награды
- Премия Национального общества кинокритиков 1970 — Лучшая женская роль второго плана («Пять лёгких пьес»)
- Драма Деск 2006 — «Лучшая актриса в пьесе» («Поездка в Баунтифул»)